# 1991年日本グランプリ (4輪)
1991年日本グランプリ（1991 Japanese Grand Prix）は、1991年F1世界選手権の第15戦として、1991年10月20日に鈴鹿サーキットで決勝レースが開催された。

## 概要

### 優勝決定戦
このレースはマクラーレン・ホンダのアイルトン・セナ（この時点でドライバーズポイントランキングの1位）と、ウィリアムズ・ルノーのナイジェル・マンセル（同2位）のタイトル争いのかかる戦いであった。マンセルが鈴鹿とオーストラリアを2連勝すればタイトル獲得の目があるものの、1戦でも落とせばその場でセナがタイトルを獲得するとあって、両チームは全力をかけてこのレースにあたった。

### 中嶋最後の日本GP
またこのレースは、1987年から参戦し日本におけるF1ブームの牽引車となっていた、日本初のレギュラーF1ドライバーの中嶋悟の最後の日本グランプリであるだけでなく、この年の8月に死去したホンダ創設者の本田宗一郎亡き後の日本グランプリであるという、日本人にとって注目すべきトピックスがいくつも重なったグランプリであった。
しかもこの年は、ホンダ、中嶋、セナが中心となった未曾有の「F1ブーム」の絶頂期であり、バブル景気もありチケットの争奪戦が起きた。実際に鈴鹿には前年を上回る観客が詰めかけ、中嶋やホンダを応援するべくスタンド中に飾られた横断幕と日の丸で埋まった。

### 主催
- 鈴鹿サーキットランド
- 鈴鹿モータースポーツクラブ

### スケジュール
- 10月18日（金曜日）：車検、フリー走行、予選1回目
- 10月19日（土曜日）：フリー走行、サポートレース（F3）予選、予選2回目
- 10月20日（日曜日）：フリー走行、サポートレース、決勝レース

## 予選

### 展開

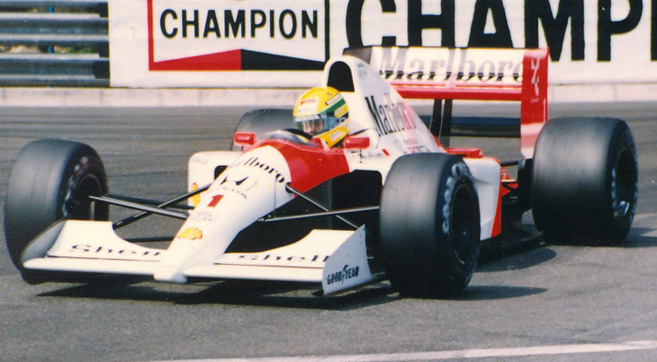
このレースにおいてドライバーズタイトルを獲得したアイルトン・セナのマクラーレンMP4/6・ホンダ

ホンダは母国グランプリに向けて「鈴鹿スペシャル」エンジンを投入。セナの同僚ゲルハルト・ベルガーが1分34秒700のコースレコードを記録してポールポジションを獲得した。このレコードは2001年にミハエル・シューマッハによって破られるまで10年あまり鈴鹿サーキットのコースレコードだった。2位にセナが並び、マクラーレン・ホンダにとっては最高の予選結果となった。なお、マンセルはセナに次ぐ3位となり、優勝とドライバーズタイトルへ向けてかすかな希望をつないだ。
以下はフェラーリのアラン・プロストが4位、マンセルの同僚リカルド・パトレーゼが5位、フェラーリのジャン・アレジが6位と続いた。7、8位にはベネトン・フォード勢を抑えてミナルディ・フェラーリの2台が並んだ。
ティレル・ホンダの中嶋は、ホンダが「ベストのエンジン」と太鼓判を押すエンジンを用意してきたものの、シーズンを通じての懸案であったマシンバランスが悪く15位に低迷し、チームメイトのモデナも14位に終わった。前年に3位表彰台に上ったラルース・ローラ・コスワースの鈴木亜久里は、パワーに欠けるマシンに手こずり25位、コローニ・コスワースからスポット参戦となった服部尚貴は、マシンの性能が低い上にマシントラブルが影響し予備予選落ちとなった。
フリー走行から予選にかけて大きなクラッシュが発生した。ローラ・コスワースのエリック・ベルナールはヘアピン通過後にスピンしてウォールに激突。脚を骨折して欠場となった。ベルギーGPでデビューしたベネトンのミハエル・シューマッハは、予選2日目に130Rを過ぎたあたりで縁石に乗り上げスピン、コースアウトしマシンを大破させたが、体には異常がなかったため決勝レースにはそのまま出走した。

### 予備予選結果
| 順位 | No | ドライバー             | コンストラクター         | タイム   | 差      |
| ---- | -- | ---------------------- | ------------------------ | -------- | ------- |
| 1    | 7  | マーティン・ブランドル | ブラバム・ヤマハ         | 1'41.289 | —       |
| 2    | 10 | アレックス・カフィ     | フットワーク・フォード   | 1'42.382 | +1.093  |
| 3    | 9  | ミケーレ・アルボレート | フットワーク・フォード   | 1'42.479 | +1.190  |
| 4    | 14 | ガブリエル・タルキーニ | フォンドメタル・フォード | 1'43.025 | +1.736  |
| DNPQ | 8  | マーク・ブランデル     | ブラバム・ヤマハ         | 1'44.025 | +2.736  |
| DNPQ | 31 | 服部尚貴               | コローニ・フォード       | 2'00.035 | +18.746 |

### 予選結果
| 順位 | No | ドライバー                   | コンストラクター         | タイム   | 差     |
| ---- | -- | ---------------------------- | ------------------------ | -------- | ------ |
| 1    | 2  | ゲルハルト・ベルガー         | マクラーレン・ホンダ     | 1'34.700 | -      |
| 2    | 1  | アイルトン・セナ             | マクラーレン・ホンダ     | 1'34.898 | +0.198 |
| 3    | 5  | ナイジェル・マンセル         | ウィリアムズ・ルノー     | 1'34.922 | +0.222 |
| 4    | 27 | アラン・プロスト             | フェラーリ               | 1'36.670 | +1.970 |
| 5    | 6  | リカルド・パトレーゼ         | ウィリアムズ・ルノー     | 1'36.882 | +2.182 |
| 6    | 28 | ジャン・アレジ               | フェラーリ               | 1'37.140 | +2.740 |
| 7    | 23 | ピエルルイジ・マルティニ     | ミナルディ・フェラーリ   | 1'38.154 | +3.454 |
| 8    | 24 | ジャンニ・モルビデリ         | ミナルディ・フェラーリ   | 1'38.248 | +3.548 |
| 9    | 19 | ミハエル・シューマッハ       | ベネトン・フォード       | 1'38.363 | +3.663 |
| 10   | 20 | ネルソン・ピケ               | ベネトン・フォード       | 1'38.614 | +3.914 |
| 11   | 33 | アンドレア・デ・チェザリス   | ジョーダン・フォード     | 1'38.842 | +4.142 |
| 12   | 22 | J.J.レート                   | ダラーラ・ジャッド       | 1'38.911 | +4.211 |
| 13   | 32 | アレッサンドロ・ザナルディ   | ジョーダン・フォード     | 1'38.923 | +4.223 |
| 14   | 4  | ステファノ・モデナ           | ティレル・ホンダ         | 1'38.926 | +4.226 |
| 15   | 3  | 中嶋悟                       | ティレル・ホンダ         | 1'39.118 | +4.418 |
| 16   | 21 | エマニュエル・ピロ           | ダラーラ・ジャッド       | 1'39.238 | +4.538 |
| 17   | 25 | ティエリー・ブーツェン       | リジェ・ランボルギーニ   | 1'39.499 | +4.799 |
| 18   | 15 | マウリシオ・グージェルミン   | レイトンハウス・イルモア | 1'39.518 | +4.818 |
| 19   | 7  | マーティン・ブランドル       | ブラバム・ヤマハ         | 1'39.697 | +4.997 |
| 20   | 26 | エリック・コマス             | リジェ・ランボルギーニ   | 1'39.820 | +5.120 |
| 21   | 11 | ミカ・ハッキネン             | ロータス・ジャッド       | 1'40.024 | +5.324 |
| 22   | 16 | カール・ヴェンドリンガー     | レイトンハウス・イルモア | 1'40.092 | +5.392 |
| 23   | 12 | ジョニー・ハーバート         | ロータス・ジャッド       | 1'40.170 | +5.470 |
| 24   | 14 | ガブリエル・タルキーニ       | フォンドメタル・フォード | 1'40.184 | +5.484 |
| 25   | 30 | 鈴木亜久里                   | ローラ・フォード         | 1'40.255 | +5.555 |
| 26   | 10 | アレックス・カフィ           | フットワーク・フォード   | 1'40.402 | +5.702 |
| DNQ  | 9  | ミケーレ・アルボレート       | フットワーク・フォード   | 1'40.844 | +6.144 |
| DNQ  | 34 | ニコラ・ラリーニ             | ランボ・ランボルギーニ   | 1'42.492 | +7.792 |
| DNQ  | 35 | エリック・ヴァン・デ・ポール | ランボ・ランボルギーニ   | 1'42.724 | +8.024 |
| DNQ  | 29 | エリック・ベルナール         | ローラ・フォード         | no time* |        |

* フリー走行中負傷し欠場

## 決勝

### 展開

#### マクラーレンの連係プレー

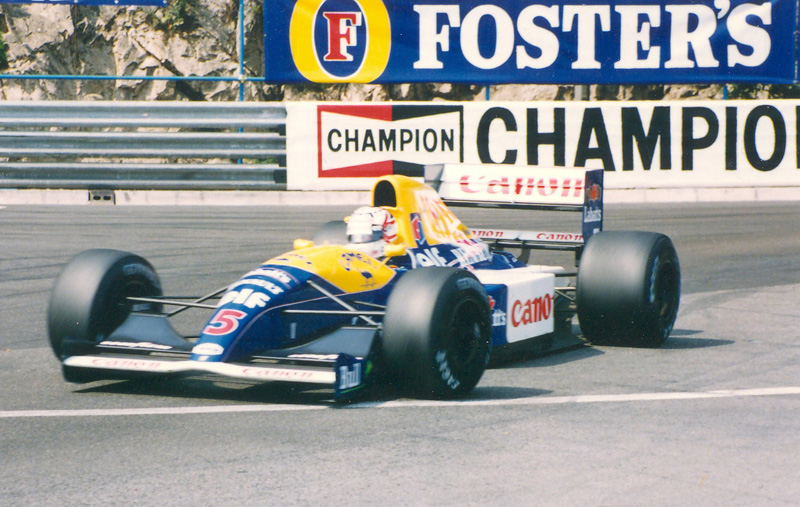
ナイジェル・マンセルのウィリアムズFW14・ルノー

決勝レースは53周で行われた。優勝するしかないマンセルはスタートダッシュを狙ったが、フロントローのマクラーレン2台によって動きを牽制され、1位ベルガー、2位セナ、3位マンセルの順のまま1コーナーに突入した。マクラーレン勢は役割を分担し、セナがマンセルを後方に封じ込め、その間にベルガーが逃げるという戦略をとった。
1周目のヘアピンカーブを立ち上がったフェラーリのアレジがエンジンから白煙を出し、このレースにおけるリタイア第1号となった。また、シケインを過ぎたところで中段グループに多重クラッシュが発生。スクーデリア・イタリアのエマニュエル・ピロほか3台がリタイアしたが、全車ともグラベル上で止まったため赤旗は出ず、レースはそのまま続行された。

#### マンセルのコースアウト
マンセルはセナから1秒以内で追走するものの、トップスピードに勝るホンダエンジンと鈴鹿サーキットのコース幅の狭さに阻まれ、オーバーテイクを仕掛けることができなかった。
マンセルはセナのスリップストリームについて10周目の1コーナーにアプローチしたが、車間を詰めすぎてダウンフォースを失い、縁石を越えてコースアウト。2コーナーのグラベルにはまってリタイアとなり、タイトル獲得の希望は早々に潰えた。この時点で2年連続チャンピオンが決定したセナは、ペースを上げてベルガーを追走することになる。

#### 中嶋のリタイア
中嶋は15万人を超える観客の声援とスタンド中に飾られた大断幕、数万の応援の小旗を受けて戦っていたが、スタートで順位を落とした上に、ピレリタイヤのグリップが悪くバランスの悪いマシンに悩まされた。リジェ・ランボルギーニのティエリー・ブーツェンやエリック・コマスとのバトルを演じ、一時は5番手まで順位を上げるものの、31周目に突如サスペンションのトラブルが発生し、マシンのコントロールが効かなくなりS字コーナーでクラッシュしてリタイアした。
中嶋のリタイアのアナウンスにサーキット中のスタンドから悲鳴が上がるものの、マシンを降りパドックに向かう中嶋は観客に笑顔で手を振りつつ、自身にとって最後の日本グランプリを締めくくった。

#### ベルガーの「勝利」

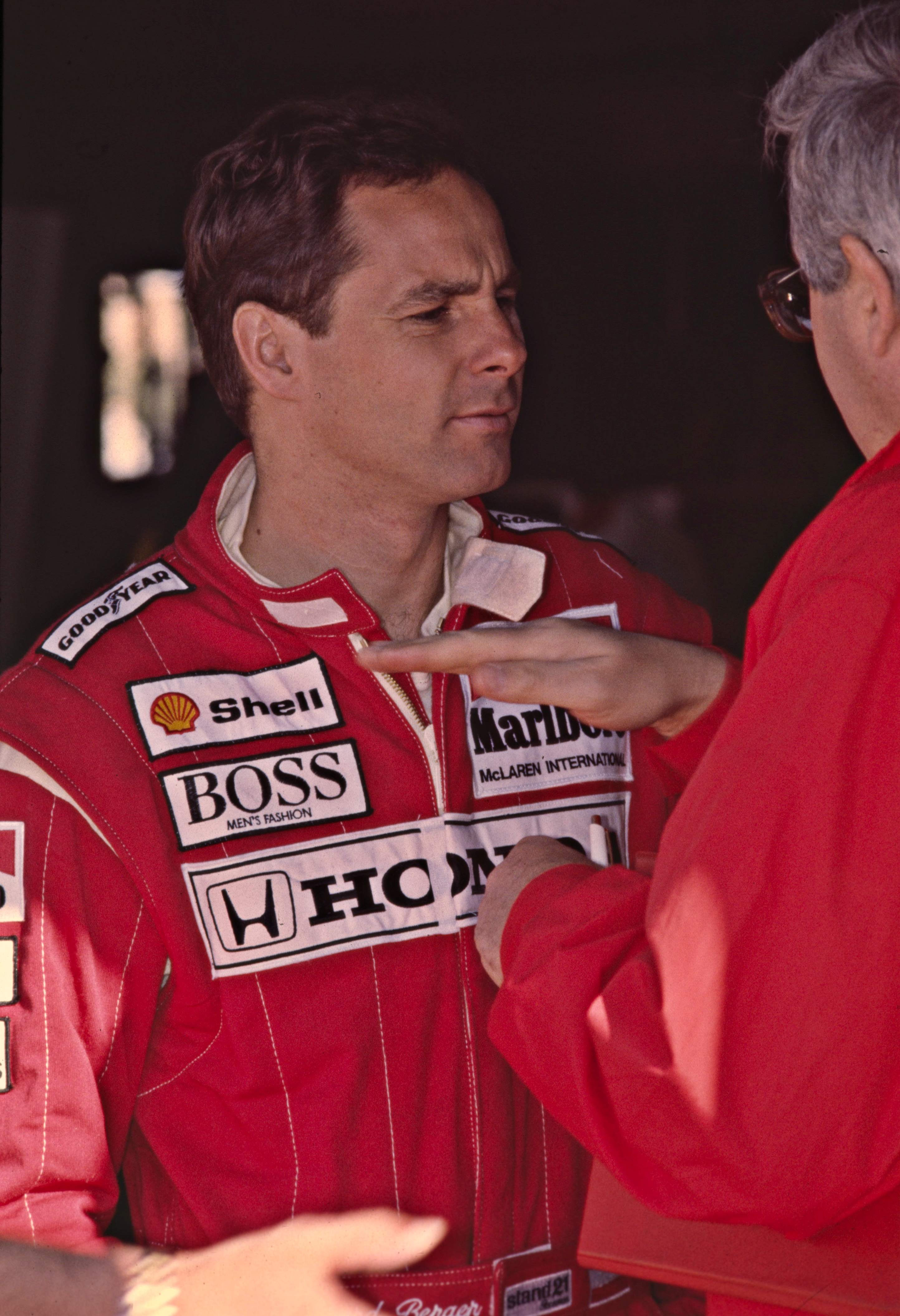
優勝者のゲルハルト・ベルガー

セナはエグゾーストパイプ破損というトラブルを抱えてペースを落としたベルガーを追い上げ、18周目のバックストレートでかわしてトップに立つと、そのまま独走態勢に入った。最終ラップに入り、そのままゴールするかと思われたが、シケインを過ぎた最終コーナーで突如ペースダウンし、ベルガーが再逆転してトップチェッカーを受けた。レース前、両者は「1コーナーをトップで通過したものがそのまま先に行く（優勝する）」という約束を交わしており、セナがこれを守ってベルガーに勝利を譲った。
これを、「友人のベルガーに花を持たせた」という「美談」と取るものと、「そのような約束があったなら、途中でペースアップしてベルガーを抜く必要はなかったのに、自分の速さを見せつけるべく一旦トップになってからわざとらしく譲った」と取る見方がある。実際にレース後にはベルガーが約束を破ったセナを問い詰め、チームオーナーのロン・デニスと話し合うという一幕もあった。しかしセナは「ドライバーズタイトルを取るためにサポートしてくれたベルガーに対しての感謝」と主張した。
ベルガーは最終コーナーでスローダウンしたセナを見て燃料切れだと思い、「世の中に正義はある。もともとこのレースは私のレースのはずだったのだから」と思ったという。レース後、勝利を譲られたことを知り、少しも嬉しくなかったし、もしセナの計画を事前に知っていたら、自分もブレーキを踏んでセナをパスしなかっただろうと語っている。

#### その他の出来事
3位にはウィリアムズ・ルノーのパトレーゼが入り、4位にはフェラーリのプロスト、5位には当時日本人オーナーのもとにあったブラバムのマーティン・ブランドルが入り、ヤマハエンジンにとっての初入賞となった。6位には中嶋と同じくバランスの悪いマシンに手こずったティレル・ホンダのステファノ・モデナが入った。
鈴木は中嶋に先立つ27周目にエンジントラブルでリタイヤに終わった。なお、序盤に最終コーナーで中団の4台がまとめてリタイヤになるアクシデントがあったことや、その他様々な理由で15台がリタイヤし、完走したのは11台であった。
序盤にリタイアしたマンセルはピットに戻って私服に着替え、レース後コントロールタワー下でマシンを降りたセナを出迎えてチャンピオン獲得を祝福した。過去2年間とは対照的に、タイトル決定戦は清々としたフィナーレとなった。セナは「今年の鈴鹿のチャンピオンシップには、過去2年とは違って作戦があり、スポーツがあった。このスポーツの未来にとってとてもよかったと思う。」と喜びを述べた。
また、セナは記者会見の席で、日本GP前のFISA会長選でマックス・モズレーに敗れたジャン＝マリー・バレストルの話題を持ち出した。その中で、前年の日本GPスタート直後のプロストへの追突は、ポールポジショングリッドの変更を認めなかったバレストルに非があったと主張し「バレストルが予選後にパリから命令を出して僕を不利な場所に座らせた。心底頭に来たよ。その時に、スタートで抜かれて先頭を失うようなことになったら、ファーストコーナーで後先は考えないで突っ込んでやるって決心したんだ。あれは政治家（バレストル）が長年くだらない、最低の決断をし続けてきた結果だ。」と確信的な行為だったことを明かした。
シャンパンファイトが終わり、ポディウムから退場しようとしたセナとベルガーが出口の扉を開けた途端、ロン・デニスが水が満載のポリバケツを持って乱入、2人に大量の水を浴びせかけた。デニスは観衆に向かって笑顔でサムズアップするが、サプライズに驚かされた2人は残ったシャンパンとペットボトルの水を頭からかけ逆襲。追い詰められたデニスはポリバケツに残った大量の水を、ポディウム上から観衆にぶちまけるという大立ち回りを演じた。普段、冷静沈着、潔癖、完璧主義で有名なデニスが、観衆の前でここまで喜びを露にして暴走したのは、後にも先にもこの時だけである。

### 決勝結果
| 順位 | No | ドライバー                   | コンストラクター         | 周回 | タイム/リタイア | グリッド | ポイント |
| ---- | -- | ---------------------------- | ------------------------ | ---- | --------------- | -------- | -------- |
| 1    | 2  | ゲルハルト・ベルガー         | マクラーレン・ホンダ     | 53   | 1:32'10.695     | 1        | 10       |
| 2    | 1  | アイルトン・セナ             | マクラーレン・ホンダ     | 53   | +0.344          | 2        | 6        |
| 3    | 6  | リカルド・パトレーゼ         | ウィリアムズ・ルノー     | 53   | +56.731         | 5        | 4        |
| 4    | 27 | アラン・プロスト             | フェラーリ               | 53   | +1'20.761       | 4        | 3        |
| 5    | 7  | マーティン・ブランドル       | ブラバム・ヤマハ         | 52   | +1 Lap          | 19       | 2        |
| 6    | 4  | ステファノ・モデナ           | ティレル・ホンダ         | 52   | +1 Lap          | 14       | 1        |
| 7    | 20 | ネルソン・ピケ               | ベネトン・フォード       | 52   | +1 Lap          | 10       |          |
| 8    | 15 | マウリシオ・グージェルミン   | レイトンハウス・イルモア | 52   | +1 Lap          | 18       |          |
| 9    | 25 | ティエリー・ブーツェン       | リジェ・ランボルギーニ   | 52   | +1 Lap          | 17       |          |
| 10   | 10 | アレックス・カフィ           | フットワーク・フォード   | 51   | +2 Laps         | 26       |          |
| 11   | 14 | ガブリエル・タルキーニ       | フォンドメタル・フォード | 50   | +3 Laps         | 24       |          |
| Ret  | 26 | エリック・コマス             | リジェ・ランボルギーニ   | 41   | オルタネーター  | 20       |          |
| Ret  | 23 | ピエルルイジ・マルティニ     | ミナルディ・フェラーリ   | 39   | 電気系          | 7        |          |
| Ret  | 19 | ミハエル・シューマッハ       | ベネトン・フォード       | 34   | エンジン        | 9        |          |
| Ret  | 12 | ジョニー・ハーバート         | ロータス・ジャッド       | 31   | エンジン        | 23       |          |
| Ret  | 3  | 中嶋悟                       | ティレル・ホンダ         | 30   | スピン          | 15       |          |
| Ret  | 30 | 鈴木亜久里                   | ローラ・フォード         | 26   | エンジン        | 25       |          |
| Ret  | 24 | ジャンニ・モルビデリ         | ミナルディ・フェラーリ   | 15   | ホイール        | 8        |          |
| Ret  | 5  | ナイジェル・マンセル         | ウィリアムズ・ルノー     | 9    | スピン          | 3        |          |
| Ret  | 32 | アレッサンドロ・ザナルディ   | ジョーダン・フォード     | 7    | ギアボックス    | 13       |          |
| Ret  | 11 | ミカ・ハッキネン             | ロータス・ジャッド       | 4    | エンジン        | 21       |          |
| Ret  | 33 | アンドレア・デ・チェザリス   | ジョーダン・フォード     | 1    | 接触            | 11       |          |
| Ret  | 22 | J.J.レート                   | ダラーラ・ジャッド       | 1    | 接触            | 12       |          |
| Ret  | 21 | エマニュエル・ピロ           | ダラーラ・ジャッド       | 1    | 接触            | 16       |          |
| Ret  | 16 | カール・ヴェンドリンガー     | レイトンハウス・イルモア | 1    | 接触            | 22       |          |
| Ret  | 28 | ジャン・アレジ               | フェラーリ               | 0    | エンジン        | 6        |          |
| DNQ  | 9  | ミケーレ・アルボレート       | フットワーク・フォード   |      |                 |          |          |
| DNQ  | 34 | ニコラ・ラリーニ             | ランボ・ランボルギーニ   |      |                 |          |          |
| DNQ  | 35 | エリック・ヴァン・デ・ポール | ランボ・ランボルギーニ   |      |                 |          |          |
| DNQ  | 29 | エリック・ベルナール         | ローラ・フォード         |      |                 |          |          |
| DNPQ | 8  | マーク・ブランデル           | ブラバム・ヤマハ         |      |                 |          |          |
| DNPQ | 31 | 服部尚貴                     | コローニ・フォード       |      |                 |          |          |

## エピソード
- レイトンハウスはチームオーナーの赤城明がレース開催直前の9月に東海銀行不正融資事件で逮捕されたことを受け、スタッフのウェア類と、マシンのサイドポンツーンのレイトンハウスロゴを消しての参戦となった（フロントノーズにのみロゴ有）。サイドポンツーンには代わりにカール・ヴェンドリンガーが持ち込んだスポンサーロゴが貼られた。
- ジョーダンチームは、この年清涼飲料水「7up」ブランドがメインスポンサーとなり参戦していたが、7upは当時日本では公式販売されていない商品だったため、日本で販売されている「PEPSI」ロゴに変更して参戦した。
- コローニからスポット参戦した服部尚貴は、予備予選中にブレーキ故障のためコースアウトしマシンから降りることになったが、その際にステアリングをグラベル上に投げ捨て、車体を蹴って不満を現した。その一連の場面はテレビカメラで映されており、中嶋悟から「仕事道具にあんな扱いするのはよくないし、あんなやつは大成しない」、「何があっても車を蹴るのはよくない」と苦言を呈された。
- なおコローニは日本GPとオーストラリアGPの「スポットスポンサー」として、1口2万円で自分の名前をマシンに入れられるという企画を実施し[3]、100名を超える日本のF1ファンがこれに応じた。
- F1ブームと中嶋の引退、ドライバーズチャンピオン決定戦が重なり、予選日だけで14万人が詰めかけるという動員記録を作った。
- 8月に傷害容疑で身柄をイギリスで拘束され、ジョーダンのシートを失ったベルトラン・ガショーがこの直前に保釈され、ガショーは急いで来日し鈴鹿のパドックに姿を見せた[4]。この来場の成果として同GPで足を骨折したエリック・ベルナールの代役として次戦オーストラリアGPにラルースから出場する交渉が成立した。
- レースの模様は、フジテレビにより当日の午後8時より放映された。レース終了から5時間以上が経過してからの録画中継だったが、20.8%（中部地域では27.4%）の視聴率をマークした。
- フジテレビでのレース解説を担当した今宮純は、前年・前々年と2年連続でセナとプロストの接触クラッシュという後味の悪い形で終わったのに対し、この年の決勝レースはいい展開で終了した、と感動し、表彰式を伝える映像ではその声が震えはじめ、感動のため涙声となった。